# Phoebetria fusca
Phoebetria fusca là một loài chim trong họ Diomedeidae.